# Order Narodowy Zasługi
Order Narodowy Zasługi (fr. Ordre national du Mérite) – francuski order ustanowiony 3 grudnia 1963 przez prezydenta Charles’a de Gaulle’a.

## Historia
Ustanowienie orderu nastąpiło w wyniku zmiany systemu francuskich odznaczeń państwowych. Ordre national du Mérite zastąpił szesnaście odznaczeń resortowych i kolonialnych, jako wyższe od nich rangą odznaczenie państwowe, jako czwarte w kolejności starszeństwa spośród wszystkich francuskich odznaczeń, za Medalem Wojskowym (w kategorii cywilnej niższy rangą jedynie od Orderu Legii Honorowej), a przed Krzyżem Wojennym (w kategorii cywilnej – przed resortowym Orderem Palm Akademickich).
Order Narodowy Zasługi jest nadawany zarówno obywatelom Francji, jak innych państw za wybitne zasługi (mérites distingués) cywilne i wojskowe, mające jednak mniejszą rangę niż zasługi znamienite (mérites éminents), za które przyznawana jest Legia Honorowa.
Prezydent Republiki Francuskiej, będący z urzędu jego wielkim mistrzem i odznaczonym Krzyżem Wielkim, na posiedzeniu kapituły orderu (kapituła powoływana jest na dwuletnie kadencje z możliwością przedłużenia w składzie: przewodniczący–kanclerz, dziewięciu członków minimum w randze Komandora, jeden Oficer i jeden Kawaler) nadaje order na wniosek rady ministrów. Każdy premier Francji jest odznaczany od 24 grudnia 1974 Krzyżem Wielkim po sześciu miesiącach sprawowania urzędu. Kanclerz Orderu Legii Honorowej jest z urzędu Kanclerzem Orderu Narodowego Zasługi odznaczonym Krzyżem Wielkim.
Dotychczas odznaczono ponad 300 tysięcy osób (średnia wieku: 54 lata), z czego 187 tysięcy obecnie żyje. Orderem nagradza się 4800 osób rocznie, 80% odznaczonych jest V klasą.
Projektantem insygniów orderu był rzeźbiarz i medalier – Max Leognany.

## Klasy orderu
Ordre national du Mérite dzieli się na pięć klas:
- I klasa – Krzyż Wielki (Grand-croix) – order zawieszony jest na wielkiej wstędze, noszonej na prawym ramieniu, oraz gwiazda na lewej stronie piersi
- II klasa – Wielki Oficer (Grand officier) – order zawieszony jest na wstążce z rozetką, noszony na lewej stronie piersi wraz z gwiazdą na prawej stronie piersi
- III klasa – Komandor (Commandeur) – order zawieszony jest na wstędze, noszonej na szyi
- IV klasa – Oficer (Officier) – order zawieszony jest na wstążce z rozetką, noszony na lewej stronie piersi
- V klasa – Kawaler (Chevalier) – order zwieszony jest na wstążce, noszony na lewej stronie piersi

## Insygnia
Oznakę orderu stanowi pozłacana (srebrna w stopniu kawalerskim) gwiazda o sześciu maltańskich ramionach, emaliowanych na niebiesko i połączonych liśćmi laurowymi. Na środku awersu gwiazdy umieszczony jest okrągły medalion z profilem Marianny, otoczonym napisem: „République Française”. Na rewersie medalionu znajdują się skrzyżowane flagi Francji oraz nazwa orderu i data jego ustanowienia. Oznaka jest zawieszona na owalnej zawieszce w kształcie wieńca laurowego.
Gwiazda orderowa jest dwunastopromienna i pozłacana (Krzyż Wielki) lub srebrna (Wielki Oficer). Na centralnie umieszczonym medalionie znajduje się profil Marianny, otoczony emaliowanym na niebiesko pierścieniem (z francuską nazwą państwa i orderu), z wieńcem laurowym wokoło.
Wielkie wstęgi, wstęgi oraz wstążki orderowe są koloru niebieskiego. Wstążka klasy oficerskiej jest uzupełniona rozetką.
| Sposoby noszenia poszczególnych klas Orderu Narodowego Zasługi                                                                                | Sposoby noszenia poszczególnych klas Orderu Narodowego Zasługi | Sposoby noszenia poszczególnych klas Orderu Narodowego Zasługi | Sposoby noszenia poszczególnych klas Orderu Narodowego Zasługi | Sposoby noszenia poszczególnych klas Orderu Narodowego Zasługi |
| --- | -------------------------------------------------------------- | -------------------------------------------------------------- | -------------------------------------------------------------- | -------------------------------------------------------------- |
| 1 – Kawaler (Chevalier), 2 – Oficer (Officier), 3 – Komandor (Commandeur), 4 – Wielki Oficer (Grand Officier), 5 – Krzyż Wielki (Grand Croix) |                                                                |                                                                |                                                                |                                                                |
| Baretki orderu |                                                                |                                                                |                                                                |                                                                |
| Kawaler | Oficer                                                         | Komandor                                                       | Wielki Oficer                                                  | Krzyż Wielki                                                   |

## Odznaczeni
Premierzy Francji odznaczeni Krzyżem Wielkim
- Jacques Chirac
- Raymond Barre
- Pierre Mauroy
- Laurent Fabius
- Michel Rocard
- Édith Cresson
- Pierre Bérégovoy
- Édouard Balladur
- Alain Juppé
- Lionel Jospin
- Jean-Pierre Raffarin
- Dominique de Villepin
- François Fillon
- Jean-Marc Ayrault
- Manuel Valls